# Гапон Степан Григорович
Степан Григорович Гапон (нар. 1 вересня 1929, село Городище, тепер Шептицького району Львівської області — 11 червня 2002) — український радянський діяч, шахтар, бригадир прохідників шахтобудівного управління № 5 тресту «Укрособвуглемонтаж» міста Червонограда Львівської області. Герой Соціалістичної Праці (11.08.1966). Депутат Верховної Ради УРСР 5-го скликання.

## Біографія
Народився в селянській родині. Закінчив Львівське педагогічне училище. До осені 1956 року служив у Радянській армії.
З 1956 року — прохідник, а з січня 1957 року — бригадир прохідників шахтобудівного управління № 5 тресту «Укрособвуглемонтаж» («Укрзахідшахтобуд») міста Червонограда Львівської області. Бригада Гапона досягала показника 112 метрів проходки протягом місяця. Член КПРС.
Потім — на пенсії в місті Червонограді Львівської області.

## Нагороди
- Герой Соціалістичної Праці (11.08.1966)
- орден Леніна (11.08.1966)
- медалі
- Заслужений шахтар Української РСР (26.08.1960)